# Palm Beach Gardens
Palm Beach Gardens je město v okrese Palm Beach v americkém státě Florida, 124 km severně od centra Miami. Podle sčítání lidu Spojených států amerických v roce 2020 zde žilo 59 182 obyvatel. Palm Beach Gardens je jedním z větších měst metropolitní oblasti Miami, v níž při sčítání lidu v roce 2019 žilo odhadem 6,1 milionu lidí.
Město leží v oblasti s klimatem tropického deštného pralesa s dlouhými, horkými a deštivými léty a krátkými, teplými zimami s mírnými nocemi.
Na území města se nachází 12 golfových hřišť, včetně hřiště ve vlastnictví města. Ve městě má své sídlo Americká asociace profesionálních golfistů (PGA of America). 